# محمد الديوري
محمد الديوري (1895، فاس - 1953) هو مناضل مغربي كان من بين الموقعين على وثيقة المطالبة بالاستقلال في 11 يناير 1944. وهو والد عبد المؤمن الديوري.

## سيرته

### مساره
ولد محمد ديوري عام 1895 بمدينة فاس، أي قبل سبعة عشر عامًا من بدء الحماية الفرنسية في المغرب. غادر مسقط رأسه فاس ليستقر في مدينة القنيطرة، عمل في البداية كتاجر، قبل أن يكرس حياته ويتفرغ للأنشطة المناهضة للاستعمار.

### وفاته
توفي محمد الديوري سنة 1953، حيث لم يكتب له أن يعاصر ويعايش استقلال المغرب الذي ناضل من أجله، إذ إنه مات نتيجة التعذيب الذي تعرض له أثناء سجنه للمرة الثانية. بعد الاستقلال، أُطلق اسمه على الشارع المؤدي إلى سجن عين علي مومن، الواقع على بعد 8 كم من سطات، هذا السجن الذي عرف اعتقاله الأول قبل وقت قصير من ولادة ابنه عبد المؤمن الديوري عام 1938.
بمجرد انتهاء الاستعمار الفرنسي ، سيصبح ابنه عبد المؤمن أحد أكبر المعارضين للملك الحسن الثاني (الذي توفي قبله بثلاثة عشر عامًا ، في عام 1999)، حتى أنه طالب بنظام جمهوري في بلده المعروف بنظامه الملكي منذ قرون من الزمن.

## بيبلوغرافيا
الوثائق المعتمد عليها لتحرير هذا المقال
- شارل أندريه جوليان :
  - L'Afrique du Nord en marche (بالفرنسية). Paris: Omnibus. 2002. p. 135, 136, 141 et 152. ISBN:978-2-258-05863-7.
  - Le Maroc face aux impérialismes. Jaguar. 2011. ص. 171, 186 et 260. ISBN:978-2-86950-421-9.
- Abitbol، Michel (2009). Histoire du Maroc. Paris: Perrin. ص. 453 et 499. ISBN:978-9954-0-3859-8.
- Lugan، Bernard (2011). Histoire du Maroc. Paris: Ellipses. ص. 295 et 328. ISBN:978-2-7298-6352-4.
- Mouna هاشم " يوميات " ، في قاموس ألقاب المغرب ( طبع. 2012 ) ( 1 إد. 2007) [ تفاصيل الطبعات ] ، ص. 210